# Броневский, Дмитрий Богданович
Дмитрий Богданович Броневский (1795—1867) — генерал-лейтенант, директор Императорского Царскосельского лицея.

## Семья
Родился в 1795 году, происходил из дворян Тульской губернии, младший сын Тверского губернского прокурора отставного гвардейского прапорщика Богдана Михайловича Броневского от брака с Серафимой Алексеевной Левшиной.
Его братья:
- Михаил (1783—?) — капитан 3-го ранга в отставке
- Владимир (1785—1835) — генерал-майор, инспектор классов Пажеского корпуса, историк, писатель
- Семён (1786—1857) — генерал-лейтенант, наказной атаман Сибирского казачьего войска, сенатор, генерал-губернатор Восточной Сибири.
- Николай (1788—?) — генерал-майор, командир 9-го округа Отдельного корпуса внутренней стражи.
- Алексей (1790—?) — лейтенант в отставке, статский советник, прокурор Области Войска Донского.
- Александр (1793—?) — полковник, интендант Черноморского флота, статский советник.

## Биография
Образование получил в Морском кадетском корпусе, куда поступил 14 июня 1805 года. 15 мая 1808 года произведён в гардемарины и 3 марта 1811 года — в мичманы с переводом в Черноморский флот. Ещё будучи гардемарином, Броневский принял участие в военных действиях против шведов.
20 ноября 1813 года Броневский был переведён в Дерптский конно-егерский полк с чином прапорщика. В рядах этого полка он с отличием участвовал в Заграничных кампаниях 1813 и 1814 годов, был в сражениях при Кацбахе, Лейпциге, Фер-Шампенуазе и Париже.
В 1831 году Броневский участвовал в войне против польских мятежников. В этой кампании он командовал Тверским драгунским полком.
Произведенный 26 марта 1839 года в генерал-майоры, Броневский был назначен начальником штаба 1-го резервного кавалерийского корпуса, а 23 апреля 1840 года определён на должность директора Императорского Царскосельского лицея.
Со временем управления Броневского лицеем связана история многих преобразований в последнем; при нём, между прочим, получили особенное развитие курсы юридических наук и иностранных языков, состоялось открытие частных подготовительных для лицея пансионов, введены новые порядки управления лицеем и так далее. При нём же в 1843 году лицей был переведён из Царского Села в Санкт-Петербург. Плодотворная деятельность Броневского в этой должности была отличена, в числе других наград, производством его в чин генерал-лейтенанта (6 декабря 1850 года).
24 мая 1853 года, Броневский был назначен почетным опекуном Санкт-Петербургского опекунского совета и в этом звании управлял многими учреждениями, в том числе: вдовьим домом, ссудной казной, училищем глухонемых и больницей Всех Скорбящих.
Скончался в 1867 году в Санкт-Петербурге.

## Награды
Среди прочих наград Броневский имел ордена:
- Орден Святой Анны 2-й степени с императорской короной (1831 год)
- Орден Святого Владимира 4-й степени с бантом (1831 год)
- Польский знак отличия за военное достоинство (Virtuti Militari) 3-й степени (1831 год)
- Орден Святого Георгия 4-й степени (25 декабря 1833 года, за беспорочную выслугу 25 лет в офицерских чинах, № 4783 по кавалерскому списку Григоровича — Степанова)
- Орден Святого Владимира 3-й степени (1834 год)
- Орден Святого Станислава 2-й степени со звездой (1837 год)
- Орден Святого Станислава 1-й степени (1842 год)
- Орден святой Анны 1-й степени (1842 год)
- Орден Святого Владимира 2-й степени (1846 год)
- Орден Белого орла (1852 год)
- Орден Святого Александра Невского (23 апреля 1859 года)